# 歐思賢
歐思賢（1504年—？），字希甫，順天府薊州民籍福建連江縣人，明朝政治人物。

## 生平
嘉靖七年（1528年）戊子科順天府鄉試第六十名舉人。嘉靖十七年（1538年）中式戊戌科會試第二百六十二名，登第三甲第二百零二名進士。初授合肥知縣，考最，升兵部员外郎，積勞成疾，卒於官。

## 家族
曾祖歐寶，贈戶部郎中；祖父歐俊；父歐弘惪，府通判進階承德郎。母孟氏（封安人）。具庆下。兄思廉，義官；歐思誠，大理寺右寺副；思孝：弟思齊，義官；思法；思元；思遷。